# هم‌ایستایی (زیست‌شناسی)

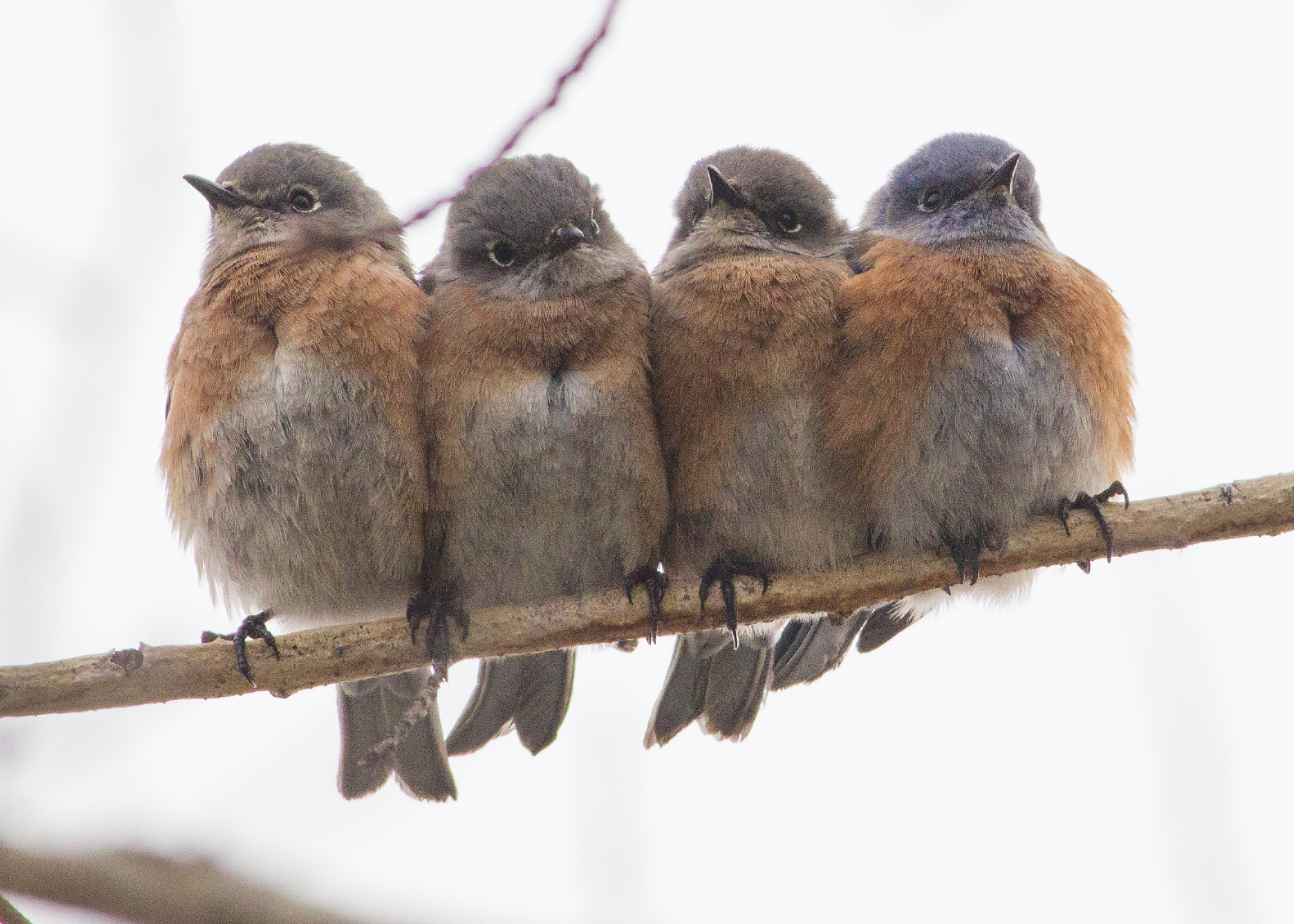
در طول سرما، بسیاری از پرندگان برای گرم نگه داشتن خود، در کنار یکدیگر اجتماع می‌کنند.

هم‌ایستایی یا هومئوستازی (به انگلیسی: Homeostasis) در زیست‌شناسی به معنای حفظ پایداریِ محیط داخلی بدن و ثابت نگه داشتن شرایط فیزیکی و شیمیایی جاندار است. عملکرد بهینه جاندار در گرو این ویژگی است که متغیرهای زیادی از جمله دما و تعادل مایعات بدن را در محدوده‌ای از پیش تعیین شده نگه می‌دارد (محدوده هومئوستاتیک). پی‌اچِ مایعات برون‌سلولی، غلظت یون‌های سدیم، پتاسیم و کلسیم و سطح قند خون نیز بخشی از این متغیرهاست که پیوسته کنترل می‌شود. جاندار، علی‌رغم تغییرات محیط، نوع رژیم غذایی و مقدار فعالیت بدنی، تعادل متغیرهای بدنش را، هرکدام با یک یا چند سازوکار هومئوستاتیک به‌طوری پایدار حفظ می‌کند که تمام این فرایندهای تنظیمی باهم حیات را تدوام می‌بخشد.

در شرایط بهینه، مقاومت طبیعی در برابر تغییر منجر به هم‌ایستایی می‌شود که با سازوکارهای تنظیمی زیادی شرایط را به حد تعادل برمی‌گرداند: به طوری که تصور می‌شود هم‌ایستایی محرک اصلی همه کنش‌های اندامگانی باشد. سازوکارهای کنترلی هومئوستاتیک برای تنظیم متغیرهای ذکر شده همگی از حداقل سه جز وابسته به یکدیگر تشکیل می‌شوند: گیرنده، مرکز کنترل و اثرگذار.
گیرنده حسگری است که بر تغییرات محیط، اعم از بیرونی و درونی نظارت می‌کند و به آن پاسخ می‌دهد که از دو نوع دمایی و مکانیکی تشکیل شده‌اند. مرکز تنفس و سامانه رنین-آنژیوتانسین نیز مثال‌هایی از مراکز کنترل هستند و اثرگذار نیز عاملی فعال برای خنثی کردن تغییرات به‌وجود آمده و برگشت به شرایط نرمال است. اثرگذارها در سطح سلولی شامل گیرنده هسته‌ای هستند که از طریق دو روش فراتنظیمی یا فروتنظیمی تغییراتی در بیان ژن ایجاد می‌کنند و درنتیجه یک سازوکار بازخورد منفی راه می‌اندازند. مثال این فرایند تنظیم نمک صفراوی در کبد است.
برخی از مراکز مانند سامانه رنین-آنژیوتانسین تعادل چندین متغیر را کنترل می‌کنند. گیرنده‌ها پس از دریافت اثر متحرک با ایجاد پتانسیل عمل و فرستادن آن به سمت مرکز کنترل، واکنش می‌دهند. مرکز کنترل که حدود بالا و پایین مورد قبول برای یک متغیر خاص، مانند دما، را تعیین می‌کند، بازخورد مناسب را تعیین می‌کند و سیگنال‌هایی به اثرگذار می‌فرستد که می‌تواند فعالیت یک یا چند عضله، اندام یا غده را تحت تأثیر قرار بدهد. با اعمال این تغییرات و بازگشت به شرایط عادی، سازوکار بازخورد منفی ایجاد می‌شود و گیرنده بیش‌از این نیازی به ایجاد پتانسیل عمل ایجاد ندارد.

## ریشه‌شناسی
واژه هومئوستازی (homeostasis) از دو بخش «هومئو-» و «-استاتیس» تشکیل می‌شود که در زبان یونانی homoios به معنای «یکسان» و stasis به معنای «پایدار ماندن» است. از ترکیب این دو بخش واژه هومئوستازی مشتق شده است که مفهوم «پایدار ماندن به‌طوری یکسان» را تبیین می‌کند. فرهنگستان نیز برای معادل فارسی هومئوستازی، واژه هم‌ایستایی را پیشنهاد داده است.

## مکانیسم‌های تنظیم دمای بدن

### لرزیدن و تولید گرما
وقتی دمای بدن کاهش می‌یابد، عضلات به صورت غیرارادی شروع به لرزیدن می‌کنند. این لرزش‌ها با مصرف ATP گرما تولید می‌کنند. این واکنش توسط هیپوتالاموس کنترل می‌شود که مانند ترموستات بدن عمل می‌کند. مطالعات نشان می‌دهد لرزش می‌تواند تا ۵ برابر سرعت متابولیسم پایه، گرما تولید کند.

### تعریق و خنک‌سازی
در دمای بالا، غدد عرق فعال شده و با تبخیر عرق از سطح پوست، بدن خنک می‌شود. جالب است که انسان‌ها دارای ۲–۴ میلیون غده عرق هستند که می‌توانند تا ۱۰ لیتر عرق در روز تولید کنند. این سیستم در آب‌وهوای مرطوب کارایی کمتری دارد.

### تنظیم جریان خون پوست
رگ‌های خونی پوست با انقباض و انبساط، مقدار گرمای دفع شده را کنترل می‌کنند. در سرما، رگ‌ها منقبض می‌شوند تا گرمای کمتری از دست برود. در گرما، رگ‌ها گشاد می‌شوند و خون بیشتری به سطح پوست می‌آید تا گرما دفع شود.

## تعادل شیمیایی خون

### کنترل قند خون
لوزالمعده با ترشح انسولین و گلوکاگون سطح گلوکز خون را تنظیم می‌کند. انسولین باعث جذب گلوکز توسط سلول‌ها می‌شود، درحالی که گلوکاگون ذخایر گلیکوژن کبد را تجزیه می‌کند. اختلال در این سیستم منجر به دیابت می‌شود.

### تعادل یون‌ها
کلیه‌ها با دقت غلظت یون‌هایی مانند سدیم، پتاسیم و کلسیم را کنترل می‌کنند. برای مثال، افزایش پتاسیم خون می‌تواند منجر به ایست قلبی شود. کلیه‌ها روزانه حدود ۱۸۰ لیتر مایع را فیلتر می‌کنند تا این تعادل حفظ شود.

### تنظیم pH خون
سیستم‌های بافری مانند بیکربنات و فسفات، pH خون را در محدوده ۷٫۳۵–۷٫۴۵ حفظ می‌کنند. ریه‌ها با تنظیم سطح CO2 و کلیه‌ها با دفع یون‌های هیدروژن اضافی در این فرایند مشارکت دارند. حتی تغییرات کوچک pH می‌تواند کشنده باشد.

## سیستم‌های بازخوردی بدن

### بازخورد منفی
۹۵٪ مکانیسم‌های هومئوستاتیک از این نوع هستند. مانند ترموستات که گرمایش را خاموش می‌کند وقتی دما به حد مطلوب رسید. مثال دیگر ترشح انسولین است که با کاهش قند خون متوقف می‌شود.

### بازخورد مثبت
نادرتر است و برای تقویت تغییرات استفاده می‌شود. مانند انقباضات زایمان که با ترشح اکسیتوسین تشدید می‌شوند تا نوزاد به دنیا بیاید. یا لخته شدن خون که با عوامل انعقادی تقویت می‌شود.

### پیش‌بینی تغییرات
برخی سیستم‌ها قبل از وقوع تغییر فعال می‌شوند؛ مثلاً بزاق دهان قبل از غذا خوردن ترشح می‌شود. یا ضربان قلب قبل از شروع ورزش افزایش می‌یابد. این مکانیسم‌ها مبتنی بر یادگیری و تجربه هستند.

## هم‌ایستایی در موجودات غیرپستانداری

### خزندگان و جانوران خونسرد
این جانوران با رفتارهایی مانند آفتاب‌گیری دمای بدن را تنظیم می‌کنند. برخی مارها می‌توانند دمای بدن را تا ۱۰ درجه بالاتر از محیط افزایش دهند. برخی ماهی‌ها پروتئین‌های ضدیخ تولید می‌کنند.

### حشرات و سازگاری‌های منحصر به فرد
زنبورهای عسل با بال زدن جمعی دمای کندو را تنظیم می‌کنند. برخی سوسک‌های صحرایی با جمع‌آوری مه بر پشت خود آب به دست می‌آورند. ملخ‌ها می‌توانند غلظت خون را در پروازهای طولانی تنظیم کنند.

## هم‌ایستایی در گیاهان
گیاهان با باز و بسته کردن روزنه‌ها تعادل آب و گازها را کنترل می‌کنند. برخی گیاهان گوشتی آب را در بافت‌های ویژه ذخیره می‌کنند. گیاهان همچنین می‌توانند pH شیره آوندی را تنظیم کنند.

### تنظیم آب و تعرق
گیاهان مکانیسم‌های پیچیده‌ای برای حفظ تعادل آب دارند که عمدتاً از طریق کنترل روزنه‌ها انجام می‌شود. روزنه‌های برگ که توسط سلول‌های محافظ احاطه شده‌اند، با پاسخ به محرک‌های محیطی مانند نور، رطوبت و غلظت CO2 باز یا بسته می‌شوند. در شرایط کم‌آبی، هورمون اسید آبسیزیک (ABA) باعث بسته شدن روزنه‌ها می‌شود و از اتلاف آب جلوگیری می‌کند. گیاهان مناطق خشک مانند کاکتوس‌ها استراتژی‌های ویژه‌ای دارند، از جمله متابولیسم اسید کراسولاسه (CAM) که در آن روزنه‌ها فقط در شب باز می‌شوند تا از اتلاف آب در طول روز جلوگیری شود.
سیستم ریشه نیز نقش حیاتی در جذب آب دارد. ریشه‌ها می‌توانند به سمت مناطق مرطوب خاک رشد کنند و برخی گیاهان مانند اقاقیا ریشه‌های عمیقی تا ۶۰ متر دارند. گیاهان گوشتی مانند آلوئه ورا آب را در بافت‌های پارانشیمی ذخیره می‌کنند و برگ‌های ضخیم با کوتیکول مومی دارند. برخی گونه‌های حرا نیز مکانیسم‌های دفع نمک از طریق غدد نمکی در برگ‌ها را توسعه داده‌اند. این سازگاری‌ها نشان می‌دهد که گیاهان چگونه تعادل آب را در محیط‌های چالش‌برانگیز حفظ می‌کنند.

### تعادل یونی و تغذیه معدنی
گیاهان برای رشد بهینه نیاز به جذب انتخابی مواد معدنی دارند و این کار را از طریق سیستم‌های انتقال فعال و غیرفعال انجام می‌دهند. آنها می‌توانند pH ریزوسفر (ناحیه اطراف ریشه) را با ترشح یون‌های H+ یا HCO3- تنظیم کنند تا حلالیت مواد معدنی مانند آهن و فسفر افزایش یابد. در شرایط کمبود آهن، گیاهان استراتژی‌های مختلفی مانند ترشح اسیدهای آلی و فیتوسیدروفورها را برای افزایش جذب آهن به کار می‌گیرند. همزیستی با قارچ‌های میکوریزا نیز سطح جذب مواد معدنی به ویژه فسفر را به‌طور چشمگیری افزایش می‌دهد.
گیاهان شورزی مانند سالیکورنیا مکانیسم‌های ویژه‌ای برای تحمل غلظت بالای نمک دارند، از جمله ذخیره نمک در واکوئل‌های اختصاصی یا دفع نمک از طریق غدد نمکی. تعادل پتاسیم به ویژه در تنظیم باز و بسته شدن روزنه‌ها اهمیت دارد. گیاهان همچنین می‌توانند با فلزات سنگین از طریق تولید فیتوکلاتین‌ها و متالوتیونین‌ها مقابله کنند. نشانه‌های کمبود مواد معدنی اغلب به صورت تغییر رنگ برگ‌ها ظاهر می‌شود، مانند زردی بین رگبرگ‌ها در کمبود منیزیم یا نکروز حاشیه برگ‌ها در کمبود پتاسیم.

### تنظیم دمایی و پاسخ به تنش‌ها
- پروتئین‌های شوک حرارتی (HSPs)

گیاهان در پاسخ به استرس گرمایی، خانواده‌ای از پروتئین‌های محافظ به نام HSPs تولید می‌کنند. این پروتئین‌ها به عنوان چاپرون مولکولی عمل کرده، از دناتوره شدن پروتئین‌های سلولی جلوگیری می‌کنند و به بازتاشیدن پروتئین‌های آسیب‌دیده کمک می‌نمایند. تولید HSPs در دمای بالای ۴۰ درجه سانتی‌گراد به شدت افزایش یافته و یکی از کلیدی‌ترین مکانیسم‌های تحمل حرارت در گیاهان محسوب می‌شود.
- تجمع پرولین و قندها

تجمع اسمولیت‌هایی مانند پرولین و قندهای محلول، نقطه انجماد سلول را کاهش داده و از تشکیل کریستال‌های یخ جلوگیری می‌کند. پرولین علاوه بر نقش اسمولیتی، به عنوان آنتی‌اکسیدان عمل کرده و با خنثی‌سازی رادیکال‌های آزاد، غشاهای سلولی را در برابر آسیب ناشی از سرما محافظت می‌نماید. این سازوکار در گیاهان مقاوم به سرما مانند گندم زمستانه به وضوح مشاهده می‌شود.
- تغییر زاویه برگ‌ها

برخی گیاهان مانند لوبیا با تغییر جهت برگ‌ها (heliotropism) و کاهش زاویه به ۳۰ درجه، تابش مستقیم نور را کاهش می‌دهند. این واکنش فوتوناستی با تنظیم فشار تورگر در سلول‌های پایه‌ای برگ صورت می‌گیرد و تا ۴۰٪ از جذب انرژی نورانی مازاد جلوگیری می‌کند.
- ترشح ایزوپرن

ایزوپرن به عنوان یک ترکیب ترپنویید فرار، با تثبیت غشای تیلاکوئیدها و افزایش پایداری لیپیدها، گیاه را در برابر استرس نوری محافظت می‌کند. مطالعات نشان می‌دهد تولید این ترکیب در بلوط و صنوبر تا ۵۰ برابر در شرایط نور شدید افزایش می‌یابد.
- سنتز اسمولیت‌ها

گلیسین‌بتائین با تجمع در سیتوپلاسم و کلروپلاست، فشار اسمزی سلول را تنظیم کرده و ساختار پروتئین‌ها و کمپلکس‌های آنزیمی را در شرایط خشکی تثبیت می‌نماید. این ترکیب در گیاهان هالوفیت مانند اسفناج باغی تا ۳۰۰ میلی‌مول بر گرم وزن تر تجمع می‌یابد.
- لیپیدهای غیراشباع

افزایش نسبت اسیدهای چرب غیراشباع (مانند لینولنیک اسید) در فسفولیپیدهای غشا، سیالیت غشا را در دمای پایین حفظ می‌کند. این سازگاری در گیاهان قطب شمال تا ۷۰٪ بیش از گیاهان مناطق معتدل مشاهده می‌شود.
- آنتوسیانین‌ها

این فلاونوئیدها با جذب طول‌موج‌های ۲۸۰–۳۲۰ نانومتر، DNA و پروتئین‌ها را در برابر تابش UV محافظت می‌کنند. تراکم آنتوسیانین در برگ‌های گیاهان ارتفاعات بالا (مانند گیاهان آلپی) تا ۸ برابر بیشتر از گونه‌های دشتی است.
- ریزش برگ‌ها

گیاهان برگ‌ریز با تشکیل لایه جداکننده (abscission layer) در دمبرگ، انتقال آب به برگ‌ها را قطع می‌کنند. این مکانیسم در اکالیپتوس و اقاقیا موجب کاهش ۹۰٪ تبخیر و تعرق در فصل خشک می‌شود.
- تولید ABA در ریشه

هورمون آبسایزیک اسید (ABA) در سلول‌های اندودرم ریشه سنتز شده و با انتقال به برگ‌ها، پمپ‌های یونی روزنه‌ها را فعال می‌کند. این فرایند در کمتر از ۱۰ دقیقه پس از تنش خشکی، تبادل گازی را تا ۷۰٪ کاهش می‌دهد.
- تغییر نسبت کلروفیل a/b*

کاهش این نسبت از ۳:۱ به ۲:۱ نشان‌دهنده تخریب آنتن‌های نوری کلروفیل a و کاهش کارایی فتوسیستم II در شرایط تنش است. این شاخص زیستی در پایش تنش شوری در گیاهان زراعی کاربرد گسترده‌ای دارد.

### تنظیم رشد و توسعه
- توزیع هورمون‌ها

قطبیت انتقال اکسین (IAA) رشد آپیکالی را تنظیم کرده، درحالی‌که سیتوکینین‌ها تقسیم سلولی مریستم‌ها را تحریک می‌کنند. نسبت اکسین به سیتوکینین تعیین‌کننده تمایز اندام‌هاست؛ نسبت بالا القای ریشه و نسبت پایین تشکیل شاخه را تحریک می‌کند.
- تروپیسم‌ها

نورگرایی مثبت از طریق توزیع نامتقارن اکسین و فعال‌سازی فتوتروپین‌ها صورت می‌گیرد. زمین‌گرایی توسط آمیلوپلاست‌های حاوی نشاسته (استاتولیت‌ها) در کلاهک ریشه حس شده و مسیر سیگنالینگ کلسیم را فعال می‌کند.

### دفاع شیمیایی و سیگنالینگ
- متابولیت‌های ثانویه

آلکالوئیدهایی مانند نیکوتین (در تنباکو) و کافئین (در قهوه) به عنوان نوروتوکسین برای حشرات عمل می‌کنند. تولید این ترکیبات در پاسخ به آسیب مکانیکی تا ۵۰ برابر افزایش می‌یابد.
- سیگنالینگ کلسیمی

افزایش ناگهانی کلسیم سیتوزولی (Ca²⁺) پس از تنش، پروتئین کالمودولین و کینازهای وابسته به کلسیم (CDPKs) را فعال می‌کند. این آبشار سیگنالی بیان ژن‌های دفاعی را در کمتر از ۲ دقیقه القا می‌نماید.
- ترکیبات فرار هشداردهنده

گیاهان آسیب‌دیده ترکیبات آلی فرار (VOCs) مانند متیل جاسمونات منتشر می‌کنند که می‌توانند تا شعاع ۵ متری را تحت تأثیر قرار دهند. این سیگنال‌های شیمیایی موجب افزایش تولید متابولیت‌های دفاعی در گیاهان مجاور می‌شوند.
- فیتوالکسین‌ها

این ترکیبات فنلی و ترپنوییدی (مانند پیساتین در نخود) طی ۴۸–۷۲ ساعت پس از حمله پاتوژن‌ها تجمع یافته و با تخریب غشای سلولی عوامل بیماری‌زا، از گسترش عفونت جلوگیری می‌کنند.
- مسیر اسید جاسمونیک

در پاسخ به گزیدگی حشرات، اسید جاسمونیک از اسید لینولنیک مشتق شده و با فعال‌سازی فاکتورهای رونویسی مانند MYC2، بیان پروتئینازهای مهارکننده (PIs) را تحریک می‌کند. این پاسخ دفاعی در گوجه‌فرنگی و تنباکو به خوبی مطالعه شده است.
- پروتئین‌های مهارکننده آنزیم‌ها

پروتئین‌هایی مانند مهارکننده‌های تریپسین (TI) و آمیلاز (AI) با اتصال به آنزیم‌های گوارشی حشرات، جذب مواد مغذی را مختل می‌کنند. برخی ارقام سویا ترانسژنیک با بیان TI تا ۶۰٪ مقاومت به آفات را افزایش داده‌اند.
- تشکیل کالوس

سلول‌های پارانشیم اطراف زخم با سنتز سریع کالوز (β-۱٬۳-گلوکان) و لیگنین، دیواره ثانویه ضخیمی تشکیل می‌دهند. این پاسخ در طی ۲۴–۴۸ ساعت پس از آسیب، نفوذ پاتوژن‌ها را مسدود می‌کند.
- سیستم‌های آنتی‌اکسیدانی

آنزیم‌های کلیدی مانند سوپراکسید دیسموتاز (SOD)، کاتالاز (CAT) و آسکوربات پراکسیداز (APX) با تبدیل گونه‌های فعال اکسیژن (ROS) به آب و اکسیژن، استرس اکسیداتیو را کاهش می‌دهند. فعالیت این آنزیم‌ها در شرایط تنش تا ۲۰ برابر افزایش می‌یابد.
- تغییر پتانسیل غشا

تنش‌های محیطی موجب دپلاریزاسیون غشای پلاسمایی (تا 50- mV) شده و کانال‌های یونی وابسته به ولتاژ را فعال می‌کنند. این تغییر الکتروفیزیولوژیکی در کمتر از ۲ دقیقه پس از تنش رخ می‌دهد.
- شبکه‌های سیگنالینگ

سیگنال‌های سیستمیک مانند سیگنال‌های الکتریکی (پتانسیل عمل) و هیدرولیکی (فشار ریشه) هماهنگی سریع بین اندام‌ها را ممکن می‌سازند. برای مثال، پاسخ به خشکی در ریشه طی ۱۵ دقیقه به برگ‌ها منتقل می‌شود.

## اختلالات هومئوستازی و بیماری‌ها

### دیابت و اختلال در کنترل قند
در دیابت نوع ۱، سیستم ایمنی سلول‌های تولیدکننده انسولین را تخریب می‌کند. در دیابت نوع ۲، گیرنده‌های انسولین مقاوم می‌شوند. هر دو منجر به افزایش قند خون و عوارض جدی می‌شوند.

### فشار خون و خطرات آن
فشار خون بالا می‌تواند به رگ‌ها و اندام‌ها آسیب بزند. فشار خون پایین نیز باعث کاهش اکسیژن‌رسانی می‌شود. هر دو حالت نشان‌دهنده اختلال در مکانیسم‌های تنظیمی هستند.

### اختلالات الکترولیتی
عدم تعادل سدیم (هیپوناترمی یا هایپرناترمی)، پتاسیم (هیپوکالمی یا هایپرکالمی) و کلسیم می‌تواند عملکرد اعصاب و عضلات را مختل کند. این شرایط گاهی تهدیدکننده زندگی هستند.

## پیشینه
در سال ۱۸۴۹، کلود برنارد، فیزیولوژیست فرانسوی، مفهوم تعدیل در محیط داخلی بدن را توصیف کرد و در سال ۱۹۲۶ والتر بردفورد کانن واژه هومئوستازی را برای این مفهوم ابداع کرد. در ۱۹۳۲، جوزف بارکرافت، فیزیولوژیست بریتانیایی، اولین کسی بود که گفت که عملکرد بالاتر مغز مستلزم پایدارترین محیط داخلی است. بنابراین، برای بارکرافت، هومئوستازی نه تنها توسط مغز سازماندهی می‌شود، بلکه درحقیقت در خدمت مغز است. واژه هومئوستازی یا هم‌ایستایی تقریباً به‌طور منحصری وابسته به حیطه زیست‌شناسی است و اشاره به مفاهیمی دارد که برنارد و کانن پیرامون ثبات محیط داخلی بدن شرح داده‌اند. البته در حیطه تکنولوژی، اصطلاحی به نام سایبرنتیک وجود دارد که به سامانه‌های کنترلی مانند ترموستات گفته می‌شود و عملکردی مانند سازوکار هم‌ایستایی دارند، اما این سامانه‌ها ساختاری معمولی‌تر و کم‌جزئیات‌تر از مشابه زیست‌شناسی آنها هستند.

## بررسی اجمالی
روند صحیح سوخت‌وساز تمام موجودات زنده به محیط‌هایی با شرایط فیزیکی و شیمیایی بسیار مخصوص وابسته است. این شرایط بسته به نوع موجود زنده یا محل انجام واکنش متفاوت است. معروف‌ترین سازوکار هومئوستاتیک شناخته شده در انسان و سایر پستانداران تنظیم‌کننده‌هایی هستند که با تنظیم دما، پی‌اچ، مولالیته و همچنین کنترل غلظت‌های سدیم، پتاسیم، گلوکز، کربن دی‌اکسید و اکسیژن، پیکربندی مایعات برون‌سلولی (یا «محیط داخلی») را پایدار نگه می‌دارند. جدا از این، سازوکارهای فراوان دیگری نیز در سرتاسر بدن انسان یافت می‌شود که متغیرهای دیگری را کنترل می‌کنند. در گفتار علمی اگر مقدار این متغیرها به بالاتر یا پایین‌تر از محدوده مناسب آن برسد، از پیش‌وند «-hyper» برای بالاتر و «-hypo» برای پایین‌تر استفاده می‌شود. برای مثال اصطلاحات «hyperthermia» و «hypothermia» به ترتیب اشاره به گرمازدگی و سرمازدگی و «hypertension» و «hypotension» اشاره به فشار خون بالا و فشار خون پایین دارد.

چرخه تغییرات دمای بدن انسان، حدود ۳۷٫۵ درجه در بین ساعت‌های ۱۰ صبح تا ۶ عصر و ۳۶٫۵ درجه بین ساعت‌های ۲ نیمه شب تا ۶ صبح.

لزوماً، مقدار لازم و مناسب یک متغیر برای تندرستی بدن همیشه ثابت نیست. برای مثال می‌توان به هیپوتالاموس که غده‌ای در مغز است اشاره کرد. هیپوتالاموس یکی از وظایفش تنظیم دمای بدن است که برای این‌کار اول باید نقطه تنظیم را از پیش مشخص کرده باشد؛ اما بدن انسان مقتضی به شرایط مختلف، دمای مناسب مورد نیازش هم تغییر می‌کند؛ بنابراین نقاط تنطیم هم باید پیوسته بازنشانی شوند. یکی از این شرایط چرخه طبیعی شبانه‌روزی است که تنظیم دمای بدن طی آن تفاوت می‌کند؛ به‌طوری که پایین‌ترین دمای بدن مربوط به شب و بالاترین دما مربوط به بعدازظهر است. هنگام چرخه قاعدگی نیز نقاط تنظیم دما به‌طور طبیعی تغییر می‌کند. در شرایط غیرطبیعی هم امکان تغییر این روند وجود دارد؛ مثلاً به هنگام بیماری‌ها که تنظیم‌کننده‌های دما نقاط تنظیم را برای ایجاد تب بازنشانی می‌کنند. درمجموع می‌توان گفت که موجودات زنده در شرایط مختلف، ازجمله تغییرات دمایی یا تغییر سطح اکسیژن در ارتفاع، قادر به استفاده از روش‌هایی موسوم به هم‌هوایی هستند- یعنی با شرایط زیست‌محیطی معین سازش پیدا می‌کنند.
هم‌ایستایی همه فعالیت‌های بدن را کنترل نمی‌کند. برای مثال سیگنال‌هایی که حسگر به اثرگذار ارسال می‌کند (نورونی یا هورمونی) بسته به جهت یا مقدار بزرگی خطای تشخیص‌داده شده، تفاوت‌هایی دارد. به‌طور مشابهی، بازخورد اثرگذار هم باید قابل تنظیم باشد- یعنی بازخوردی درخور و درخلاف جهت خطایی که محیط داخلی را تهدید کرده است، ایجاد کند. برای مثال فشار خون سرخرگی در پستانداران با این روش اندازه‌گیری و کنترل می‌شود. گیرنده‌های ارتجاعی در قوس آئورت و سینوس کاروتید در ابتدای سرخرگ کاروتید درونی با ارسال اطلاعات از طریق اعصاب حسی به بصل النخاع، افزایش یا کاهش فشار خون را اطلاع‌رسانی می‌کنند. سپس بصل النخاع از طریق نورون‌های حرکتی دستگاه عصبی خودمختار پیام‌هایی را به اندام‌های اثرگذار مختلفی می‌فرستد تا در عملکردشان تغییراتی ایجاد کنند و خطای ایجاد شده در فشار خون برطرف شود. یکی از این اندام‌های اثرگذار قلب است که هنگام افت فشار با تندتپشی (تاکی‌کاردی) و هنگام افزایش فشار با کندتپشی (برادی‌کاردی) سرعت ضربان‌هایش را تغییر می‌دهد. بنابراین برای ضربان قلب در بدن حسگری وجود ندارد و به‌صورت هومئوستاتیک کنترل نمی‌شود اما با این‌حال یکی‌از بازخوردهای اثرگذار در بالا و پایین شدن فشار خون سرخرگی است.